# Symphony of Enchanted Lands
Symphony of Enchanted Lands drugi je studijski album talijanskog simfonijskog power metal sastava Rhapsody of Fire (tada poznatog samo kao Rhapsody). Album je 5. listopada 1998. godine objavila diskografska kuća Limb Music. Drugi je album iz sage Emerald Sword.

## Popis pjesama
Sve pjesme je napisao Luca Turilli; svu skladbu skladali su Turilli i Alex Staropoli.
| 1.    | »Epicus Furor«                 | 1:14  |
| 2.    | »Emerald Sword«                | 4:20  |
| 3.    | »Wisdom of the Kings«          | 4:28  |
| 4.    | »Heroes of the Lost Valley«    | 2:04  |
| 5.    | »Eternal Glory«                | 7:29  |
| 6.    | »Beyond the Gates of Infinity« | 7:23  |
| 7.    | »Wings of Destiny«             | 4:28  |
| 8.    | »The Dark Tower of Abyss«      | 6:46  |
| 9.    | »Riding the Winds of Eternity« | 4:13  |
| 10.   | »Symphony of Enchanted Lands«  | 13:16 |
| 55:42 |                                |       |

## Zasluge
Rhapsody of Fire
- Fabio Lione — vokali
- Luca Turilli — gitara, zborski vokali
- Alessandro Lotta — bas-gitara
- Alex Staropoli — klavijature, zborski vokali
- Daniele Carbonera — bubnjevi

| Dodatni glazbenici - Miro — zborski vokali - Søren Leupold — flauta - Helmstedter Kammerchor — zbor - Ricardo Rizzo — zborski vokali - Ulrike Wildenhof — violina - Almut Schlicker — violina - Stefanie Holk — violina - Friedrike Bauer — violina - Constanze Backes — ženski glas u "Symphony of Enchanted Lands" - Sir Jay Lansford — narator - Erik Steenbock — udaraljke - Marie-Theres Strumpf — viola - Cosima Bergk — viola - Jan Larsen — viola - Manuel Staropoli — snimatelj, oboa, zbor - Matthias Brommann — glavna violina - Claas Harders — viola - Hagen Kuhr — čelo - André Neygenfind — kontrabas - Don Kosaken — ruski zbor - Thomas Rettke — vokali u zboru - Robert Hunecke-Rizzo — zborski vokali - Cinzia Hunecke Rizzo — zborski vokali - Sascha Paeth — akustična gitara, mandolina - Tatiana Bloch — zbor - Davide Calabrese — zbor - Michele Mayer — zbor - Giuliano Tarlon — zbor - Cristiano Adacher — zbor | Ostalo osoblje - R. Limb Schnoor — producent - Miro — producent, mastering, inženjer zvuka, miksanje - Sascha Paeth — producent, mastering, inženjer zvuka, miksanje - Eric Philippe — omot albuma - Karsten Koch — fotografije - Andreas Lamken — dirigent zbora |